# Simfonia núm. 3 (Schubert)
La Simfonia núm. 3 en re major, D. 200, és una obra de Franz Schubert, composta entra el maig i el juny 1815, a l'edat de 18 anys.
Aquest any va ser particularment fèrtil per al músic, ja que va compondre més d'un centenar de lieder entre els quals destaca Erlkönig. Aquesta tercera simfonia és posterior en alguns mesos a la Simfonia núm. 2.
La difusió pública de l'obra va ser molt posterior a la mort del compositor; va caldre esperar el 19 de febrer de 1881 a Londres per escoltar la simfonia íntegrament. És probable que de manera privada fos interpretada en el transcurs d'alguna schubertiada, una reunió d'amics de Schubert.
L'obra consta de quatre moviments i la seva execució dura aproximadament uns 20 minuts.
1. Adagio maestoso — Allegro con brio
2. Allegretto
3. Menuetto. Vivace
4. Presto vivace